# Моё образование: книга снов
«Моё образование: книга снов» (англ. My Education: A Book of Dreams) — последний роман писателя бит-поколения Уильяма Берроуза, выпущенный до его смерти в 1997 году. Роман является собранием сновидений писателя, запомнившихся ему в разные периоды его жизни; несколько фрагментов текста написаны в технике cut-up.
Название романа объясняется в первом сне, датированном 1959 годом (он приснился писателю вскоре после публикации «Голого завтрака»): Берроуз пытается войти на борт аэроплана, но женщина «с холодным восковым лицом межгалактического бюрократа», принимающая билеты, не пускает его, говоря «Вы ещё не получили своего образования».
Русское издание — Глагол (2002 год) в переводе Макса Немцова.